# Епархия Нсукки
Епархия Нсукки (лат. Dioecesis Nsukkana) — епархия Римско-Католической церкви c центром в городе Нсукка, Нигерия. Епархия Нсукки входит в митрополию Оничи. Кафедральным собором епархии Нсукки является церковь святой Терезы.

## История
19 ноября 1990 года Римский папа Иоанн Павел II издал буллу Catholicum nomen, которой учредил епархию Нсукки, выделив её из епархии Энугу.

## Ординарии епархии
- епископ Francis Emmanuel Ogbonna Okobo (19.11.1990 — 13.04.2013);
- Godfrey Igwebuike Onah (назначен 13.04.2013).

## Источник
- Annuario Pontificio, Libreria Editrice Vaticana, Città del Vaticano, 2003, ISBN 88-209-7422-3
- Булла Catholicum nomen  (лат.)